# ピエール・グランゴワール

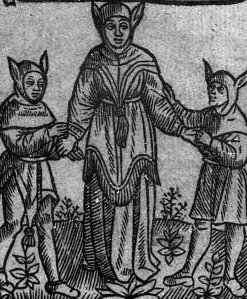
Pierre Gringore travesti en Mère Sotte

ピエール・グランゴワール（Pierre Gringore、フランス語発音: [pjɛʁ ɡʁɛ̃ɡɔʁ]、1475年頃 - 1538年）は、フランスの詩人・劇作家である。ヴィクトル・ユーゴーの小説『ノートルダム・ド・パリ』（ノートルダムのせむし男）に実名で登場する。

## 生涯

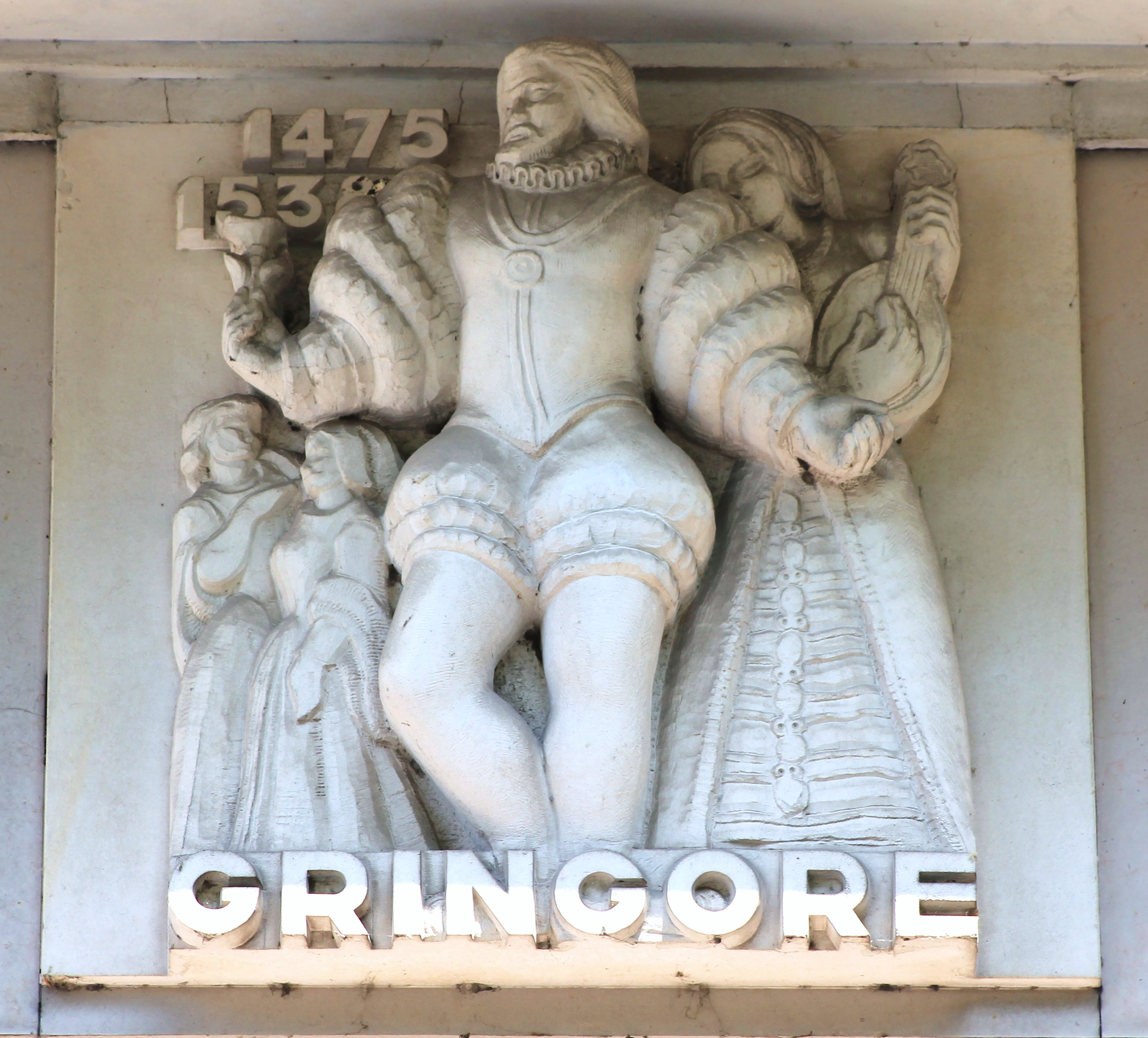
フランス・カーンにあるホテル・マルエルブのグランゴワール像

グランゴワールは、ノルマンディーのチュリー・アルクールで1475年頃に生まれ、1538年に亡くなった。亡くなった月日と没地は不明である。出生時の名前はグランゴン(Gringon)だったが、自身で改名した。
最初に発表したのは、1499年の寓意詩"Le Chasteau de Labour"である。1506年から1512年まで、パリでアクター・マネージャーおよび劇作家として活動した。この時期に有名な喜劇集団「コンフレリー・デ・アンファン・サンスーシ」(Confrérie des Enfants Sans Souci)のために書いた風刺劇が最もよく知られている。当時、フランスとローマ教皇庁の間の緊張が高まっており、最終的にイタリア戦争に発展したが、フランス国王ルイ12世は教皇庁をからかうために同劇団を雇い入れた。グランゴワールは、1510年の"La Chasse du cerf des cerfs"や三部作"Le Jeu du Prince des Sots et Mère Sotte"など、当時の教皇ユリウス2世を批判する作品もいくつか書いている。1514年には、パリの石工と大工のためにルイ9世についての神秘劇"Vie Monseigneur Sainct Loys par personnaiges"を執筆した。これをグランゴワールの代表作とする学者もいる。
1515年に即位したフランソワ1世が戯曲に対する厳しい規制を設けたため、グランゴワールは1518年にロレーヌ公国に移り住み、そこでカトリーヌ・ロジェ(Catherine Roger)と結婚した。
グランゴワールは敬虔なカトリック信者だったが、前述のように教皇庁を攻撃するような作品も書いている。晩年の1524年の"Blazon des hérétiques"では、異端者やマルティン・ルターなどの宗教改革の指導者を攻撃している。

## 大衆文化において

### ノートルダム・ド・パリ
ヴィクトル・ユーゴーの小説『ノートルダム・ド・パリ』（ノートルダムのせむし男）やその映像化作品の大半において、「ピエール・グランゴワール」という名前の人物が重要なキャラクターとして登場する。このキャラクターは、実在のグランゴワールをモデルにして創作されたものであるが、実際のグランゴワールよりも『ノートルダム・ド・パリ』のグランゴワールの方がよく知られている。

#### 演じた人物
| 俳優                     | 作品                                                     |
| ------------------------ | -------------------------------------------------------- |
| ルイス・ディーン         | The Darling of Paris（1917年の映画）                     |
| レイモンド・ハットン     | ノートルダムの傴僂男（1923年の映画）                     |
| エドモンド・オブライエン | ノートルダムの傴僂男（1939年の映画）                     |
| ロベール・イルシュ       | ノートルダムのせむし男（1956年の映画）                   |
| ゲイリー・レイモンド     | The Hunchback of Notre Dame（1966年のテレビドラマ）      |
| クリストファー・ゲイブル | The Hunchback of Notre Dame（1976年の映画）              |
| ジェリー・サンドクイスト | ノートルダムの鐘つき男／報われぬ愛の物語（1982年の映画） |
| エドワード・アッタートン | ノートルダム（1997年の映画）                             |
| ブリュノ・ペルティエ     | ノートルダム・ド・パリ（1998年のミュージカル）           |

ディズニーによる1996年のアニメーション作品『ノートルダムの鐘』やそれを元にしたミュージカル作品、および2002年に発表された続編の『ノートルダムの鐘II』においては、グランゴワールの役どころは主要なキャラクターのフェビュス・ド・シャトーペール（フィーバス）に統合されている。

### その他
テオドール・ド・バンヴィルの1866年の散文劇『グランゴワール』(Gringoire)はグランゴワールを主役にしている。
アルフォンス・ドーデの1869年の短編集『風車小屋だより』に収録されている『スガンさんのやぎ』（La chèvre de M. Seguin）は、グランゴワール宛の手紙として書かれた作品である。